# Bromeliohyla
A Bromeliohyla  a kétéltűek (Amphibia) osztályába és  a békák (Anura) rendjébe a levelibéka-félék (Hylidae) családjába és a Hylinae alcsaládba tartozó nem. Egy nemrégen történt felülvizsgálat eredményeképpen a Hyla nem több faja ebbe a családba került át. Élőhelyük Mexikó déli része, Belize, Guatemala, Honduras északi területei.

## Rendszerezés
A nembe az alábbi fajok tartoznak:
- Bromeliohyla bromeliacia (Schmidt, 1933)
- Bromeliohyla dendroscarta (Taylor, 1940)
- Bromeliohyla melacaena (McCranie and Castañeda, 2006)